# Dihydroxyacetonfosfát
Dihydroxyacetonfosfát (DHAP) je anion se vzorcem HOCH2C(O)CH2OPO 2-
3 . Je součástí mnoha metabolických drah, jako jsou Calvinův cyklus a glykolýza. Jedná se o ester kyseliny fosforečné a dihydroxyacetonu.

## Význam v glykolýze
Dihydroxyacetonfosfát je součástí glykolýzy, kde vzniká, společně s glyceraldehyd-3-fosfátem, jako jeden ze dvou produktů štěpení fruktóza-1,6-bisfosfátu. Následně se (vratně) izomerizuje na glyceraldehyd-3-fosfát.

## Ostatní dráhy
V Calvinově cyklu je DHAP jedním z produktů redukce 1,3-bisfosfoglycerátu pomocí NADPH. Také se z něj vytváří sedoheptulóza-1,7-bisfosfát a fruktóza-1,6-bisfosfát, které slouží k obnovování ribulóza-5-fosfátu, důležitého meziproduktu Calvinova cyklu.
DHAP je rovněž produktem dehydrogenace L-glycerol-3-fosfátu, prostřednictvím něhož se glycerol zapojuje do glykolýzy. Reakci katalyzuje glycerol-3-fosfátdehydrogenáza obsahující jako kofaktor NAD+/NADH.
DHAP se účastní biosyntézy etherlipidů u prvoka Leishmania mexicana.
DHAP je prekurzorem 2-oxopropanalu, ze kterého se vyrábí propan-1,2-diol.